# Chiesa di San Girolamo all'Osservanza
La chiesa di San Girolamo all'Osservanza si trova a pochi passi dal centro storico di Faenza ed è la chiesa del cimitero.

## Storia e descrizione
La prima chiesa di San Girolamo apparteneva al convento di Santa Perpetua, poi nel 1445 venne affidata da Astorgio II ai Frati minori osservanti, che la dedicarono a San Girolamo. La chiesa fu ristrutturata nel 1828 da Pietro Tomba che le donò un aspetto neoclassico, mentre Costantino Galli, fra il 1858 e il 1859, realizzò il porticato della facciata dell'attuale chiesa.
All'interno sono conservate alcune statue in stucco dei santi francescani e si trovano anche tombe, opere di Felice Giani; molto interessante è il crocefisso ligneo quattrocentesco situato sul lato sinistro, opera di uno scultore (forse Paolo Moerich) proveniente dal nord Europa.
Nella cappella Manfredi era il San Girolamo attribuito a Donatello o a Bertoldo di Giovanni, databile tra gli anni sessanta e settanta del Quattrocento, oggi nella locale Pinacoteca comunale.